# Falsa squadra

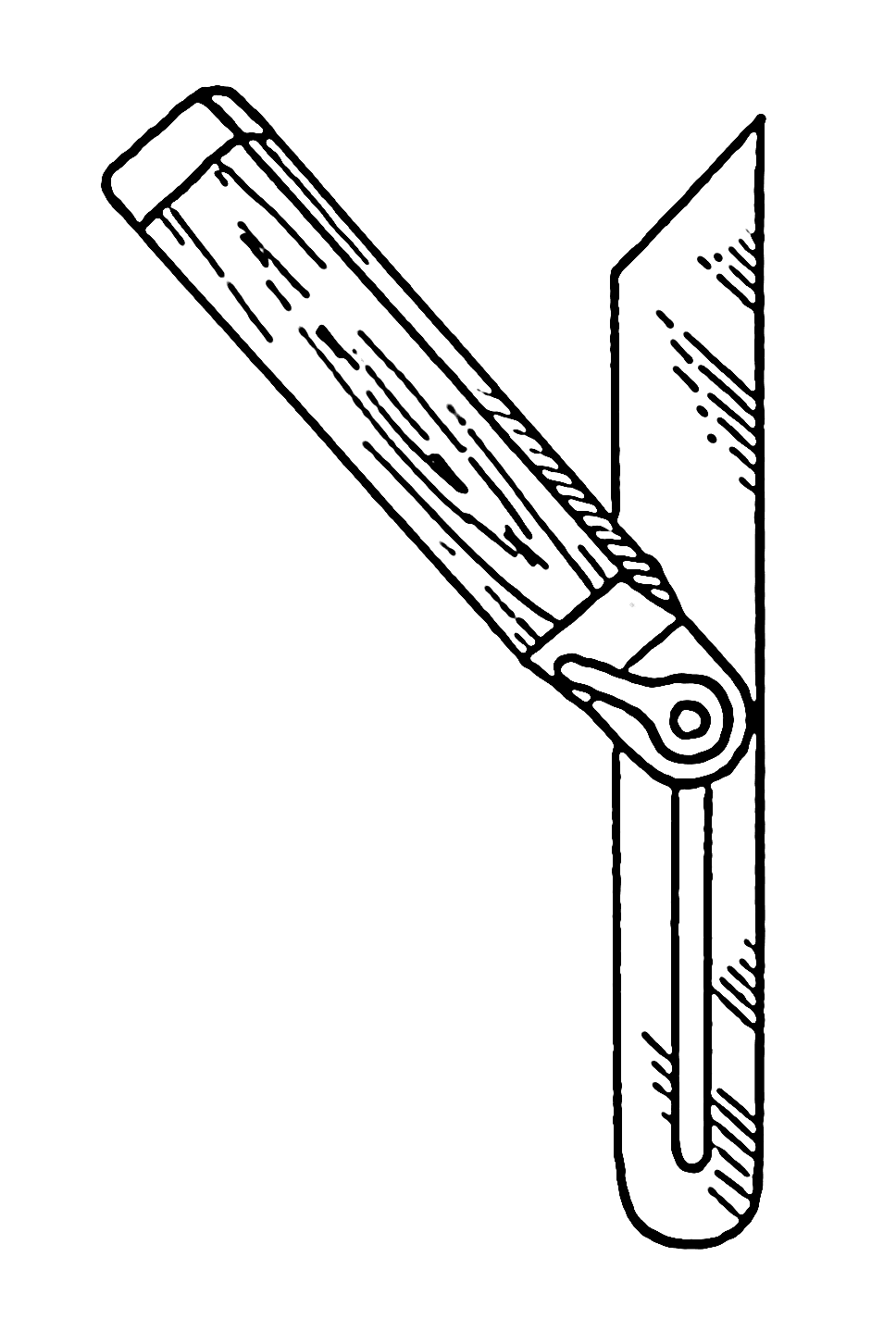
Rappresentazione di una falsa squadra

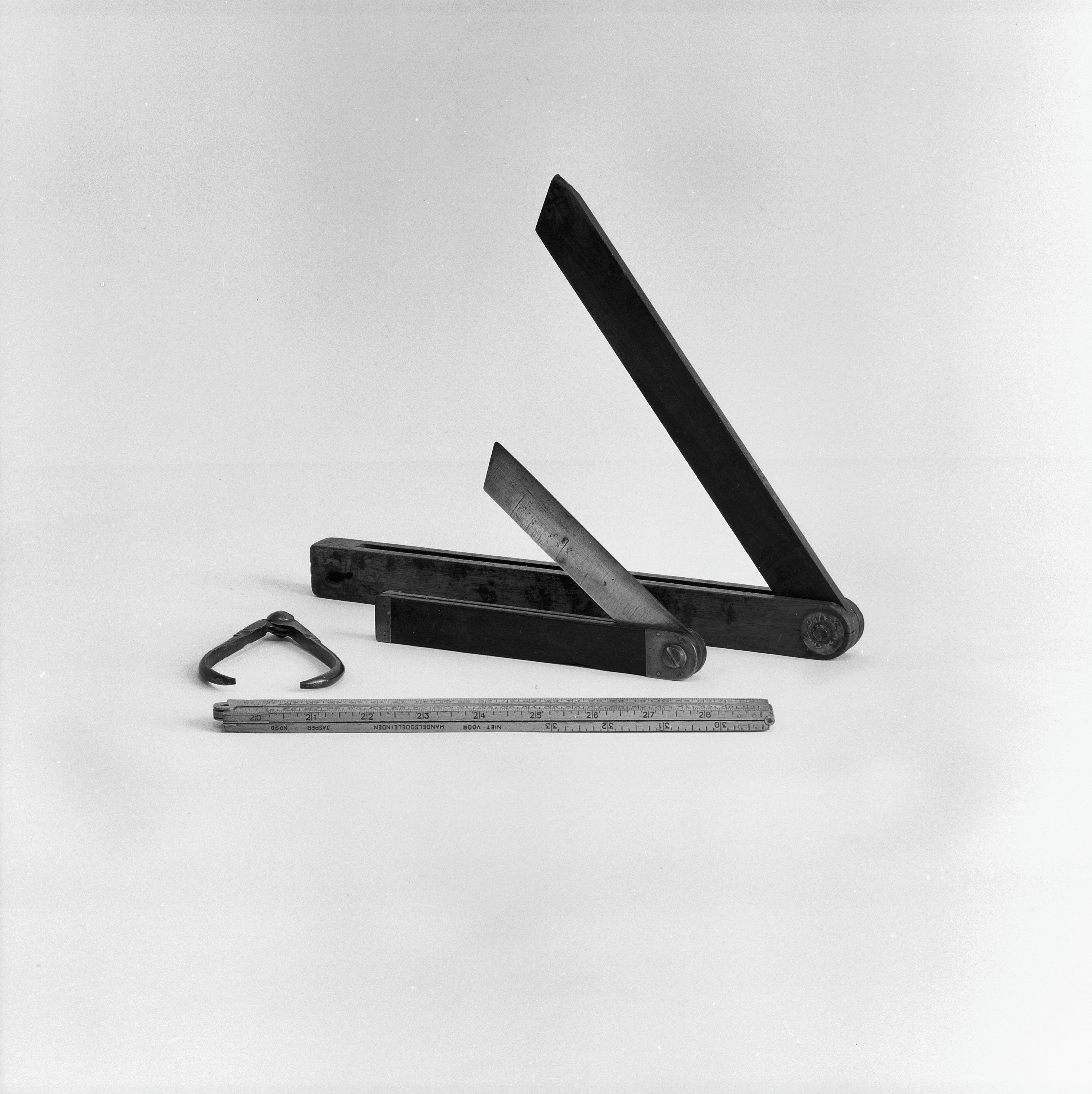

La falsa squadra è uno strumento assimilabile al goniometro.
Differente dalla squadra, che è fissa ed è in grado di testare solo gli angoli a 90°, la falsa squadra ha la possibilità di assumere qualunque angolazione e di riportarla per confronto su un altro pezzo. 

## Aspetto e uso
È composta da due elementi uniti da un perno che ne permette la chiusura o l'apertura. Alcune volte è previsto un sistema di bloccaggio a vite sul perno che permette di fissare la posizione.
È utile, ad esempio, per riprodurre l'angolazione del taglio di una cornice o di un battiscopa nel caso in cui non fosse a 90°.